# Guido di Toscana
Guido di Toscana, o di Lucca, o di Tuscia (IX secolo – 929), conte e duca di Lucca, fu marchese di Toscana dal 915 alla morte.

## Biografia
Guido (anche Wido) fu conte (comes) e duca (dux) di Lucca, nel 919, alla morte di suo padre della stirpe dei Bonifaci Adalberto II di Toscana, diventò margravio di Toscana, incarico che mantenne fino alla propria morte avvenuta nel 929.
Prima di divenire margravio, fino al 916, fu sotto la reggenza di sua madre, la carolingia Berta, figlia di Lotario II di Lotaringia.
Venne imprigionato da Berengario insieme alla madre, e dopo poco liberati entrambe, a Mantova attorno al 920. Nel 924 o 925, diventò il secondo marito di Marozia, senatrix patricia Romanorum. Ebbe una figlia, Teodora (o Berta), e probabilmente altri figli. Tra questi Adalberto III, visconte nel 940, che possedeva titolo di "marchese d'Italia" e fu il padre di Oberto I, degli Obertenghi, conte palatino, marchese di Milano e conte di Luni, Genova e Tortona. Contro la tesi che vuole vedere una discendenza degli Orbetenghi dai Bonifaci (di ascendenza franco/bavara), si pronunciò lo storico tedesco Eduard Hlawitschka, il quale sottolineò che Oberto I stesso affermava di vivere secondo le leggi longobarde, esattamente come i suoi antenati.
Guido fu succeduto nel margraviato della Toscana da suo fratello Lamberto.